# Akile Hatun
Akile Hanimhatun (1607 - ?) byla manželka osmanského sultána Osmana II. Sultán si ji vzal za svou právoplatnou manželku poté, co přijala Islám a stala se muslimkou. Byla dcerou Şeyhülislama Haci Mehmeda Esadullaha Efendiho, člena jedné z nejvýznamnějších linií muslimských učenců v Osmanské historii. 

## Manželství a děti
Provdala se za sultána Osmana II. pár měsíců před jeho smrtí. V listopadu 1622 porodila dvojčata, prince Mustafu a princeznu Zeynep Sultan. Obě děti zemřely v roce 1623. 

## Sultánova smrt
Sultán Osman zemřel v roce 1622. Akile se znovu provdala v roce 1627 za Ganizade Nadiri Efendiho. 